# گردان ۱۲۴ پیاده دوشس کانوت بلوچستان
گردان ۱۲۴ پیاده‌نظام دوشس کانوت بلوچستان یک واحد پیاده‌نظام در ارتش هند بریتانیا بود. این تیپ ابتدا در سال ۱۸۲۰ به عنوان دومین گردان دریایی، در قالب هنگ ۱۲ پیاده‌نظام بومیان بمبئی تأسیس شد. سپس در سال ۱۹۰۳ به گردان ۱۲۴ پیاده‌نظام دوشس کانوت بلوچستان بدل گشت و در ۱۹۲۲ میلادی، به نخستین گردان هنگ ۱۰ بلوچ تبدیل شد. در سال ۱۹۴۷, این گردان‌ها به ارتش پاکستان پیوستند و نام آن به گردان ۶ هنگ بلوچ تغییر یافت.